# Prix Pääskynen
Le Prix Pääskynen (finnois : Pääskynen-palkinto) est un prix littéraire de Finlande  qui récompense des personnes ou des organisations impliqués dans la littérature enfantine. 

## Liste des lauréats
| Année | Lauréat                               |
| ----- | ------------------------------------- |
| 1981  | Toini Havu                            |
| 1983  | Irja Lappalainen                      |
| 1985  | Vuokko Blinnikka                      |
| 1987  | Henry Granfors                        |
| 1989  | Arja Kanerva Kaisa Lange Maria Laukka |
| 1991  | Kerttu Manninen                       |
| 1993  | Mauri Upanne Soila Niklander          |
| 1995  | BTJ Finland                           |
| 1998  | Ismo Loivamaa                         |
| 2001  | Maija Karjalainen                     |
| 2003  | Karl Grünn                            |
| 2005  | Riitta Vaismaa                        |
| 2008  | Reetta Saine                          |
| 2010  | Kari Vaijärvi                         |
| 2013  | Marja-Leena Mäkelä                    |
| 2015  | Turun kansainväliset kirjamessut      |
| 2018  | Päivi Heikkilä-Halttunen              |